# Completamento de quadrados

Animação representando o processo de completar o quadrado

Na álgebra elementar, completar o quadrado é uma técnica para converter um polinômio quadrático da forma
{\displaystyle ax^{2}+bx+c}
para a forma
{\displaystyle a(x-h)^{2}+k}
para alguns valores de {\displaystyle h} e {\displaystyle k}.
O completamento de quadrado é usado em
- resolver equações quadráticas,
- derivar a fórmula quadrática,
- representar funções quadráticas graficamente,
- avaliar integrais no cálculo, como integrais gaussianas com um termo linear no expoente,
- encontrar transformadas de Laplace.

Em matemática, o completamento de quadrado é frequentemente aplicado em qualquer cálculo envolvendo polinômios quadráticos.

## Visão geral

### Contexto
A fórmula na álgebra elementar para calcular o quadrado de um binômio é:
{\displaystyle (x+p)^{2}\,=\,x^{2}+2px+p^{2}.}
Por exemplo:
{\displaystyle {\begin{alignedat}{2}(x+3)^{2}\,&=\,x^{2}+6x+9&&(p=3)\\[3pt](x-5)^{2}\,&=\,x^{2}-10x+25\qquad &&(p=-5).\end{alignedat}}}
Em qualquer quadrado perfeito, o coeficiente de {\displaystyle x} é duas vezes o número {\displaystyle p}, e o termo constante é igual a {\displaystyle p^{2}}.

### Exemplo básico
Considere o seguinte polinômio quadrático:
{\displaystyle x^{2}+10x+28.}
Esse quadrático não é um quadrado perfeito, pois 28 não é o quadrado de 5:
{\displaystyle (x+5)^{2}\,=\,x^{2}+10x+25.}
No entanto, é possível escrever o quadrático original como a soma desse quadrado e uma constante:
{\displaystyle x^{2}+10x+28\,=\,(x+5)^{2}+3.}
Isso é chamado de completar o quadrado.

### Descrição geral
Dada qualquer quadrática mônica
{\displaystyle x^{2}+bx+c,}
é possível formar um quadrado com os mesmos dois primeiros termos:
{\displaystyle \left(x+{\tfrac {1}{2}}b\right)^{2}\,=\,x^{2}+bx+{\tfrac {1}{4}}b^{2}.}
Esse quadrado difere do quadrático original apenas no valor do termo constante. Portanto, podemos escrever
{\displaystyle x^{2}+bx+c\,=\,\left(x+{\tfrac {1}{2}}b\right)^{2}+k,}
onde {\displaystyle k\,=\,c-{\frac {b^{2}}{4}}}. Por exemplo:
{\displaystyle {\begin{alignedat}{1}x^{2}+6x+11\,&=\,(x+3)^{2}+2\\[3pt]x^{2}+14x+30\,&=\,(x+7)^{2}-19\\[3pt]x^{2}-2x+7\,&=\,(x-1)^{2}+6.\end{alignedat}}}

### Caso não-mônico
Dado um polinômio quadrático da forma
{\displaystyle ax^{2}+bx+c}
é possível fatorar o coeficiente a e completar o quadrado para o polinômio mônico resultante.
Exemplo:
{\displaystyle {\begin{aligned}3x^{2}+12x+27&=3(x^{2}+4x+9)\\&{}=3\left((x+2)^{2}+5\right)\\&{}=3(x+2)^{2}+15\end{aligned}}}
Isso nos permite escrever qualquer polinômio quadrático na forma
{\displaystyle a(x-h)^{2}+k.}

### Fórmula

#### Caso escalar
O resultado do preenchimento do quadrado pode ser escrito como uma fórmula. Para o caso geral:
{\displaystyle ax^{2}+bx+c\;=\;a(x-h)^{2}+k,\quad {\text{onde}}\quad h=-{\frac {b}{2a}}\quad {\text{e}}\quad k=c-ah^{2}=c-{\frac {b^{2}}{4a}}.}
Especificamente, quando {\displaystyle a=1}:
{\displaystyle x^{2}+bx+c\;=\;(x-h)^{2}+k,\quad {\text{onde}}\quad h=-{\frac {b}{2}}\quad {\text{e}}\quad k=c-{\frac {b^{2}}{4}}.}

#### Case matricial
O caso das matrizes é muito semelhante:
{\displaystyle x^{\mathrm {T} }Ax+x^{\mathrm {T} }b+c=(x-h)^{\mathrm {T} }A(x-h)+k\quad {\text{onde}}\quad h=-{\frac {1}{2}}A^{-1}b\quad {\text{e}}\quad k=c-{\frac {1}{4}}b^{\mathrm {T} }A^{-1}b}
onde {\displaystyle A} tem que ser simétrica.
Se {\displaystyle A} não é simétrica as fórmulas para {\displaystyle h} e {\displaystyle k} devem ser generalizadas para:
{\displaystyle h=-(A+A^{\mathrm {T} })^{-1}b\quad {\text{e}}\quad k=c-h^{\mathrm {T} }Ah=c-b^{\mathrm {T} }(A+A^{\mathrm {T} })^{-1}A(A+A^{\mathrm {T} })^{-1}b}.

## Relação com o gráfico
Na geometria analítica, o gráfico de qualquer função quadrática é uma parábola no plano {\displaystyle xy}. Dado um polinômio quadrático da forma
{\displaystyle (x-h)^{2}+k\quad {\text{ou}}\quad a(x-h)^{2}+k}
os números {\displaystyle h} e {\displaystyle k} podem ser interpretados como as coordenadas cartesianas do vértice (ou ponto estacionário) da parábola. Ou seja, {\displaystyle h} é a coordenada {\displaystyle x} do eixo de simetria (ou seja, o eixo de simetria tem a equação {\displaystyle x=h}) e {\displaystyle k} é o valor mínimo (ou valor máximo, se {\displaystyle a<0}) da função quadrática.
Uma maneira de ver isso é notar que o gráfico da função {\displaystyle f(x)=x^{2}} é uma parábola cujo vértice está na origem {\displaystyle (0,0)}. Portanto, o gráfico da função {\displaystyle f(x-h)=(x-h)^{2}} é uma parábola deslocada para a direita por {\displaystyle h} cujo vértice está em {\displaystyle (h,0)}, conforme mostrado na figura de cima. Por outro lado, o gráfico da função {\displaystyle f(x)+k=x^{2}+k} é uma parábola deslocada para cima por {\displaystyle k} cujo vértice está em {\displaystyle (0,k)}, como mostra a figura central. A combinação dos desvios horizontal e vertical produz {\displaystyle f(x-h)+k=(x-h)^{2}+k} é uma parábola deslocada para a direita por {\displaystyle h} e para cima por {\displaystyle k} cujo vértice está em {\displaystyle (h,k)}, como mostrado em a figura de baixo.

## Resolvendo equações quadráticas
Completar o quadrado pode ser usado para resolver qualquer equação quadrática. Por exemplo:
{\displaystyle x^{2}+6x+5=0,}
O primeiro passo é completar o quadrado:
{\displaystyle (x+3)^{2}-4=0.}
Em seguida, resolvemos o termo ao quadrado:
{\displaystyle (x+3)^{2}=4.}
Então
{\displaystyle x+3=-2\quad {\text{ou}}\quad x+3=2,}
e portanto
{\displaystyle x=-5\quad {\text{ou}}\quad x=-1.}
Isso pode ser aplicado a qualquer equação quadrática. Quando o {\displaystyle x^{2}} tem um coeficiente diferente de {\displaystyle 1}, o primeiro passo é dividir a equação por esse coeficiente: por exemplo, veja o caso não-mônico abaixo.

### Raízes irracionais e complexas
Ao contrário dos métodos que envolvem fatoração da equação, que é confiável apenas se as raízes forem racionais, o completamento do quadrado encontrará as raízes de uma equação quadrática, mesmo quando essas raízes forem irracionais ou complexas. Por exemplo, considere a equação
{\displaystyle x^{2}-10x+18=0.}
Completar o quadrado dá
{\displaystyle (x-5)^{2}-7=0,}
então
{\displaystyle (x-5)^{2}=7.}
Logo,
{\displaystyle x-5=-{\sqrt {7}}\quad {\text{ou}}\quad x-5={\sqrt {7}},}
Em linguagem terser:
{\displaystyle x-5=\pm {\sqrt {7}}.}
então
{\displaystyle x=5\pm {\sqrt {7}}.}
Equações com raízes complexas podem ser tratadas da mesma maneira. Por exemplo:
{\displaystyle {\begin{array}{c}x^{2}+4x+5\,=\,0\\[6pt](x+2)^{2}+1\,=\,0\\[6pt](x+2)^{2}\,=\,-1\\[6pt]x+2\,=\,\pm i\\[6pt]x\,=\,-2\pm i.\end{array}}}

### Caso não-mônico
Para uma equação que envolve uma quadrática não-mônica, o primeiro passo para resolvê-las é dividir pelo coeficiente de {\displaystyle x^{2}}. Por exemplo:
{\displaystyle {\begin{array}{c}2x^{2}+7x+6\,=\,0\\[6pt]x^{2}+{\tfrac {7}{2}}x+3\,=\,0\\[6pt]\left(x+{\tfrac {7}{4}}\right)^{2}-{\tfrac {1}{16}}\,=\,0\\[6pt]\left(x+{\tfrac {7}{4}}\right)^{2}\,=\,{\tfrac {1}{16}}\\[6pt]x+{\tfrac {7}{4}}={\tfrac {1}{4}}\quad {\text{ou}}\quad x+{\tfrac {7}{4}}=-{\tfrac {1}{4}}\\[6pt]x=-{\tfrac {3}{2}}\quad {\text{ou}}\quad x=-2.\end{array}}}
A aplicação desse procedimento à forma geral de uma equação quadrática leva à fórmula quadrática.

## Outras aplicações

### Integração
O completamento de quadrado pode ser usado para avaliar qualquer integral da forma
{\displaystyle \int {\frac {dx}{ax^{2}+bx+c}}}
usando as integrais básicas
{\displaystyle \int {\frac {dx}{x^{2}-a^{2}}}={\frac {1}{2a}}\ln \left|{\frac {x-a}{x+a}}\right|+C\quad {\text{e}}\quad \int {\frac {dx}{x^{2}+a^{2}}}={\frac {1}{a}}\arctan \left({\frac {x}{a}}\right)+C.}
Por exemplo, considere a integral
{\displaystyle \int {\frac {dx}{x^{2}+6x+13}}.}
Completar o quadrado no denominador fornece:
{\displaystyle \int {\frac {dx}{(x+3)^{2}+4}}\,=\,\int {\frac {dx}{(x+3)^{2}+2^{2}}}.}
Agora, isso pode ser avaliado usando a substituição {\displaystyle u=x+3}, que gera
{\displaystyle \int {\frac {dx}{(x+3)^{2}+4}}\,=\,{\frac {1}{2}}\arctan \left({\frac {x+3}{2}}\right)+C.}

### Números complexos
Considere a expressão
{\displaystyle |z|^{2}-b^{*}z-bz^{*}+c,}
onde {\displaystyle z} e {\displaystyle b} são números complexos, {\displaystyle z^{*}} e {\displaystyle b^{*}} são os conjugados complexos de {\displaystyle z} e {\displaystyle b}, respectivamente, e {\displaystyle c} é um número real. Usando a identidade {\displaystyle |u|^{2}=uu^{*}}, podemos reescrever isso como
{\displaystyle |z-b|^{2}-|b|^{2}+c,}
o que é claramente uma quantidade real. Isto é porque
{\displaystyle {\begin{aligned}|z-b|^{2}&{}=(z-b)(z-b)^{*}\\&{}=(z-b)(z^{*}-b^{*})\\&{}=zz^{*}-zb^{*}-bz^{*}+bb^{*}\\&{}=|z|^{2}-zb^{*}-bz^{*}+|b|^{2}.\end{aligned}}}
Como outro exemplo, a expressão
{\displaystyle ax^{2}+by^{2}+c,}
onde {\displaystyle a}, {\displaystyle b}, {\displaystyle c}, {\displaystyle x} e {\displaystyle y} são números reais, com {\displaystyle a>0} e {\displaystyle b>0}, podem ser expressos em termos do quadrado do valor absoluto de um número complexo. Definir
{\displaystyle z={\sqrt {a}}\,x+i{\sqrt {b}}\,y.}
Assim,
{\displaystyle {\begin{aligned}|z|^{2}&{}=zz^{*}\\&{}=({\sqrt {a}}\,x+i{\sqrt {b}}\,y)({\sqrt {a}}\,x-i{\sqrt {b}}\,y)\\&{}=ax^{2}-i{\sqrt {ab}}\,xy+i{\sqrt {ba}}\,yx-i^{2}by^{2}\\&{}=ax^{2}+by^{2},\end{aligned}}}
então
{\displaystyle ax^{2}+by^{2}+c=|z|^{2}+c.}

### Matriz idempotente
Uma matriz {\displaystyle M} é idempotente quando {\displaystyle M^{2}=M}. As matrizes idempotentes generalizam as propriedades idempotentes de {\displaystyle 0} e {\displaystyle 1}. O método de completamento de quadrado de endereçamento da equação
{\displaystyle a^{2}+b^{2}=a,}
mostra que algumas matrizes {\displaystyle 2\times 2} idempotentes são parametrizadas por um círculo no plano {\displaystyle (a,b)}:
A matriz {\displaystyle {\begin{pmatrix}a&b\\b&1-a\end{pmatrix}}} será idempotente desde que {\displaystyle a^{2}+b^{2}=a,} que, ao completar o quadrado, se torna
{\displaystyle (a-{\tfrac {1}{2}})^{2}+b^{2}={\tfrac {1}{4}}.}
No plano {\displaystyle (a,b)}, essa é a equação de um círculo com centro {\displaystyle {\bigg (}{\frac {1}{2}},0{\bigg )}} e raio {\displaystyle {\frac {1}{2}}}.

## Perspectiva geométrica
Considere completar o quadrado para a equação
{\displaystyle x^{2}+bx=a.}
Como {\displaystyle x^{2}} representa a área de um quadrado com o lado de comprimento {\displaystyle x}, e {\displaystyle bx} representa a área de um retângulo com os lados {\displaystyle b} e {\displaystyle x}, o processo de preenchimento do quadrado pode ser visto como manipulação visual de retângulos.
Tentativas simples de combinar os retângulos {\displaystyle x^{2}} e {\displaystyle bx} em um quadrado maior resultam em um canto ausente. O termo Uma variação na técnica adicionado a cada lado da equação de cima é precisamente a área do canto que falta, de onde deriva a terminologia "completar o quadrado".

## Uma variação na técnica
Como ensinado convencionalmente, completar o quadrado consiste em adicionar o terceiro termo, {\displaystyle v^{2}},
{\displaystyle u^{2}+2uv}
para obter um quadrado. Há também casos em que se pode adicionar o termo do meio, {\displaystyle 2uv} ou {\displaystyle -2uv}, a
{\displaystyle u^{2}+v^{2}}
para obter um quadrado.

### Exemplo: a soma de um número positivo e seu valor recíproco
Ao escrever
{\displaystyle {\begin{aligned}x+{1 \over x}&{}=\left(x-2+{1 \over x}\right)+2\\&{}=\left({\sqrt {x}}-{1 \over {\sqrt {x}}}\right)^{2}+2\end{aligned}}}
mostramos que a soma de um número positivo {\displaystyle x} e seu recíproco é sempre maior ou igual a {\displaystyle 2}. O quadrado de uma expressão real é sempre maior ou igual a zero, o que fornece o limite declarado; e aqui atingimos {\displaystyle 2} justamente quando {\displaystyle x} é {\displaystyle 1}, fazendo com que o quadrado desapareça.

### Exemplo: fatorando um polinômio quártico simples
Considere o problema de fatorar o polinômio
{\displaystyle x^{4}+324.}
Isto é
{\displaystyle (x^{2})^{2}+(18)^{2},}
então o termo do meio é {\displaystyle 2(x^{2})(18)=36x^{2}}. Assim temos
{\displaystyle {\begin{aligned}x^{4}+324&{}=(x^{4}+36x^{2}+324)-36x^{2}\\&{}=(x^{2}+18)^{2}-(6x)^{2}={\text{uma diferença de dois quadrados}}\\&{}=(x^{2}+18+6x)(x^{2}+18-6x)\\&{}=(x^{2}+6x+18)(x^{2}-6x+18)\end{aligned}}}
(a última linha foi adicionada apenas para seguir a convenção de graus decrescentes de termos).